# ZPU-1

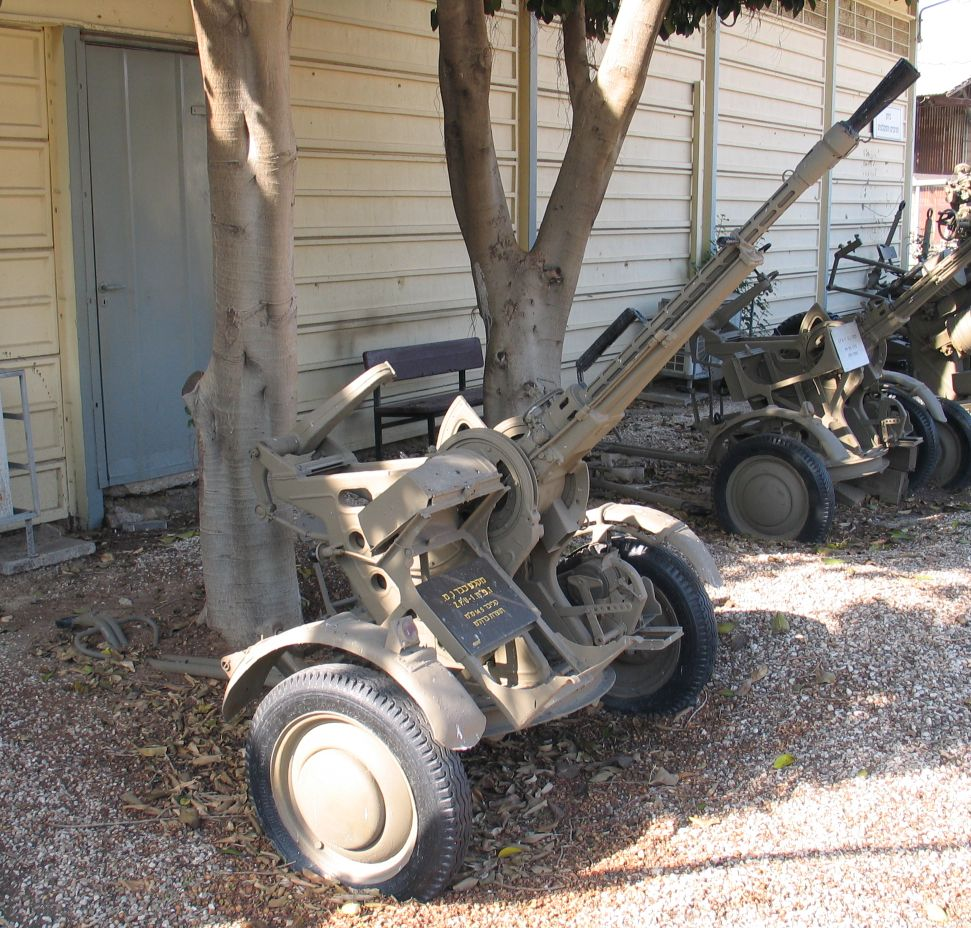
ZPU-1

Bei der ZPU-1 (russisch ЗПУ-1: зенитная пулеметная установка) handelt es sich um ein schweres einläufiges Flugabwehr-Maschinengewehr des Kalibers 14,5 mm aus sowjetischer Produktion. Die Waffe entstand auf Basis des Maschinengewehres KPW (russisch КПВ: Крупнокалиберный пулемёт Владимирова).

## Entwicklungsgeschichte
Die Entwicklung des KPW begann bereits 1943, die Serienproduktion konnte jedoch erst 1949 aufgenommen werden. Das MG kam in der Sowjetarmee als Infanterieunterstützungswaffe zum Einsatz. Aufgrund seiner Leistungsfähigkeit konnten mit ihm auch leicht gepanzerte Ziele auf Entfernungen bis zu 800 m und nicht gepanzerte bis auf eine Entfernung von 2000 m bekämpft werden. Da sich während des Zweiten Weltkrieges der Bedarf an leistungsfähigen Fliegerabwehrwaffen zur Unterstützung der Infanterie auf dem Gefechtsfeld deutlich gezeigt hatte, entstand die Idee, das MG als Fliegerabwehrwaffe zu verwenden. Während die eigentliche Waffe unverändert blieb, wurden für das Fla-MG Ein- bzw. Zweiachslafetten entwickelt. Dabei entstanden eine einrohrige (ZPU-1), zweirohrige (ZPU-2) und eine vierrohrige (ZPU-4) Ausführung.
Die Konstruktion der ZPU-1 begann bereits 1947 im Werk Nr. 2 nach den taktisch-technischen Forderungen der Hauptverwaltung Artillerie (ГАУ) der Sowjetarmee. Dabei wurden zwei Projekte ausgearbeitet. Zur Erprobung wurde die unter Leitung von Schafirow (Шафиров) ausgearbeitete Konstruktion ausgewählt, das nach den Vorgaben dieses Projektes hergestellte Versuchsmuster konnte jedoch während der Schießplatzerprobung nicht überzeugen. Im März 1948 wurden vier neue Projekte begutachtet. Zwei der Projekte waren von Schafirow und I. S. Leschtschinski (И.С. Лещинский) entwickelt wurden, der auch die ZPU-4 konstruiert hatte, die beiden anderen von Je. D. Wodoljanow (Е.Д. Водопьянов) und Je. K. Ratschinski (Е.К. Рачинский). Für die Realisierung wurde einer der Entwürfe von Wodoljanow und Ratschinski ausgewählt. Im gleichen Jahr durchlief der Prototyp sowohl die Schießplatz- als auch staatliche Erprobung. Im folgenden Jahr, 1949, wurde die Waffe in die Bewaffnung der Sowjetarmee aufgenommen. Im gleichen Jahr begann die Serienproduktion der ZPU-1.
Die Visiereinrichtung WK-4 (ВК-4) wurde vom Werk „Progress“ („Прогресс“) entwickelt. Sie fand später auch beim Fla-SPW BTR-152A und E sowie den Fla-Varianten des BTR-50 Verwendung. Gegen Ende des Jahres 1949 wurden die ersten Visiere an die Truppe ausgeliefert.

## Konstruktion

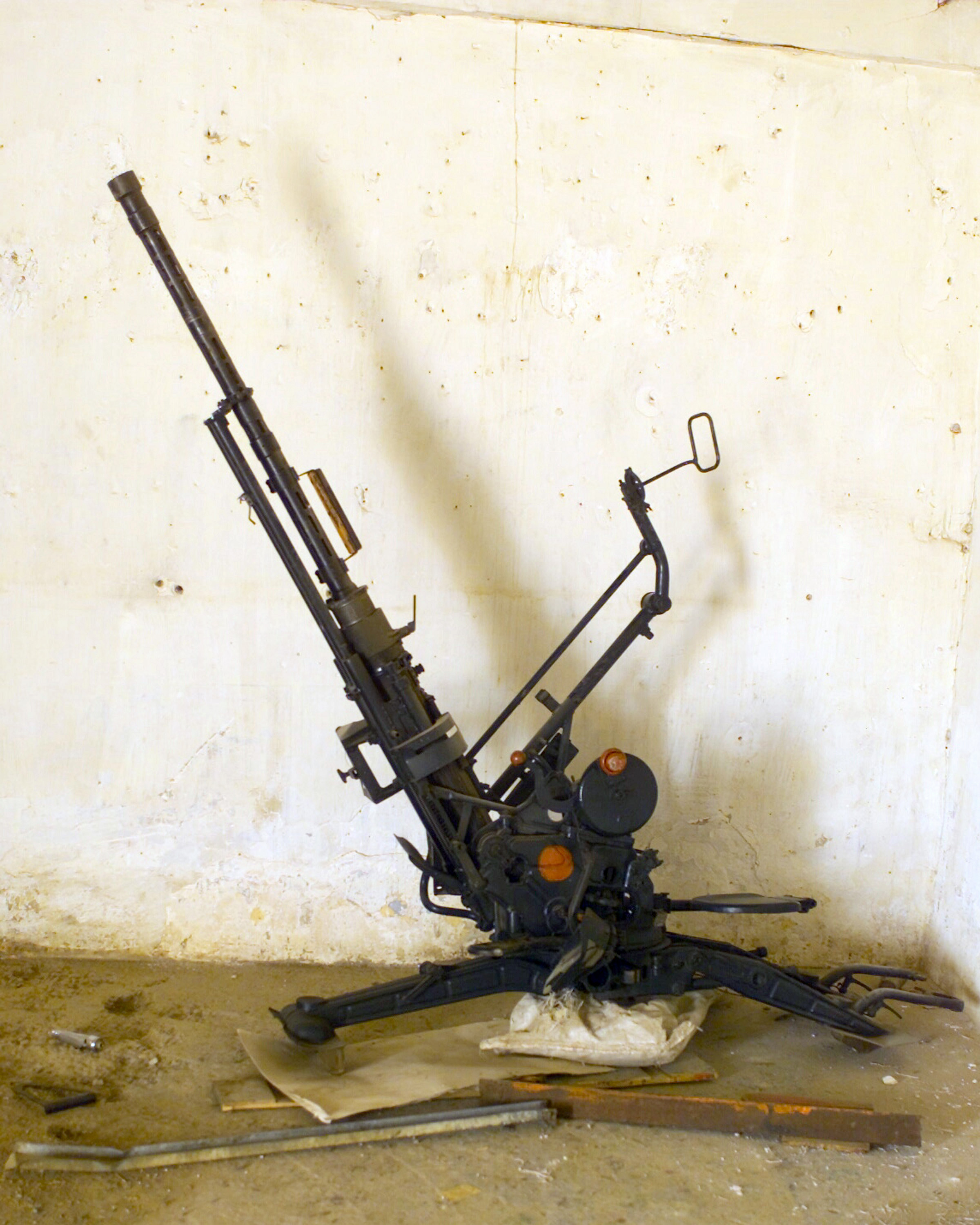
ZPU-1 in Gefechtslage, Räder abgenommen, das Visier fehlt. Die Waffe wurde 2003 von amerikanischen Truppen im Irak erbeutet

Die Waffe wurde auf einer einachsigen Unterlafette montiert. Diese Lafette war eine Schweißkonstruktion. Die Unterlafette bestand aus drei Holmen. In Gefechtslage wurden die Räder abgenommen und die Holme sternförmig entfaltet. Aufgrund des geringen Gewichtes, die gesamte Waffe mit Lafette wog 453 kg konnte die ZPU-1 praktisch von allen Fahrzeugen gezogen werden. Die Räder der Lafette waren mit Schaumstoff gefüllt, was eine hohe Beschussfestigkeit und Widerstandsfähigkeit gegen Schäden ergab. Zum Feuern wurde die Waffe aus der Marsch- in die Gefechtslage abgesenkt. Dieser Vorgang dauerte, genauso wie das Anheben aus der Marsch- in die Gefechtslage 12–13 Sekunden. Damit war eine schnelle Feuereröffnung aus der Bewegung möglich. Notfalls konnte auch ohne Absenken der Lafette gefeuert werden.
Die Besatzung bestand aus insgesamt fünf Mann. In der Praxis wich die Anzahl je nach Zeitraum und Organisation ab, die Waffe konnte auch von lediglich zwei Mann bedient werden. Zum leichteren Transport ließ sich die Waffe von Teillasten mit einem Maximalgewicht von 85 kg zerlegen.
Die Waffe verschoss gegurtete Munition. An der Waffe kamen Gurtkästen mit je 1200 Schuss zum Einsatz. Mit der verwendeten Patrone 14,5 × 114 mm konnten Luftziele bis zu einer Höhe von 1500 m und einer Entfernung von 2000 m wirksam bekämpft werden. Die Kadenz lag bei 550 Schuss je Minute.

## Einsatz

### Einsatzstaaten
Die Waffe wurde an zahlreiche europäische, nahöstliche, afrikanische und asiatische Staaten geliefert und befindet sich dort teilweise noch heute im Einsatz.

### NVA
Die Waffe ist im Bestandsverzeichnis des Raketen- und Waffentechnischen Dienstes (RWD) der Nationalen Volksarmee nicht enthalten. Daher muss davon ausgegangen werden, dass sie in die NVA nicht eingeführt wurde.

### Einsatz in Kriegen und bewaffneten Konflikten
(Quelle:)

#### Korea
Erstmals wurde die ZPU-1 im Koreakrieg von nordkoreanischen und chinesischen Verbänden eingesetzt. Beim Einsatz gegen tieffliegende Ziele erwies sich die geringe Feuergeschwindigkeit als nachteilig.

#### Vietnam
In Vietnam erwies sich die Waffe im Einsatz gegen Hubschrauber als besonders effektiv. Die ZPU-1 war leicht und konnte zügig, unter anderem mit Lasttieren und auf Fahrrädern, transportiert und schnell getarnt werden. Die vietnamesischen Streitkräfte entwickelten spezielle Einsatztaktiken. Zum Schutz von Brücken und anderen Objekten wurde die ZPU-1 mit ZPU-2, ZPU-4, ZSU-23 und großkalibrigen Fla-Geschützen kombiniert und ein Radargerät, meist ein SON-9, zur Frühwarnung genutzt. Dadurch konnte ein großer Entfernungs- und Höhenbereich wirksam abgedeckt werden. Generell wurde die ZPU-1 im Verbund mit anderen Waffensystemen eingesetzt. Ihre Vorzüge kamen besonders im Dschungel und im durchschnittenen Gelände zum Tragen, das die gegnerischen Flugzeuge und Hubschrauber zum Tiefflug zwang, die Luftaufklärung erschwerte, aber auf die relativ kurzen Kampfentfernungen der Waffe ein freies Schussfeld bot. Nach Ende des Vietnamkrieges wurden einige ZPU-2 aus vietnamesischen Beständen Laos und Kampuchea überlassen.

#### Naher Osten
Die arabischen Staaten nutzen die Waffe in den diversen militärischen Auseinandersetzungen mit Israel in den 1960/70er-Jahren. Die ZPU-2 wurde von der Sowjetunion in den 1960er-Jahren in großen Stückzahlen geliefert, da durch die Umrüstung auf moderne Flugabwehrsysteme die Waffe in der Sowjetarmee nicht mehr benötigt wurde.
Syrien und Ägypten setzten die ZPU-1 erstmals im Sechstagekrieg 1967 ein. In Syrien wurde die ZPU-2 überhaupt nicht wirksam, da die israelische Luftwaffe die syrische Luftverteidigung bereits am zweiten Kampftag ausgeschaltet hatte und die absolute Luftherrschaft errang. Grundsätzlich litt die syrische Heeresflugabwehr an einer mangelhaften Organisationsstruktur, die eine Zuordnung zu den zu unterstützenden Verbänden und einen wirksamen Einsatz der Flugabwehrwaffen erschwerte. Die Organisation der ägyptischen Flugabwehreinheiten war effektiver, doch auch diese wurden durch die Luftüberlegenheit Israels eliminiert. Während des Vormarsches auf der Sinai-Halbinsel erbeutete die israelische Armee ausreichend ägyptische ZPU-1, ZPU-2 und ZPU-4, um eine eigene Reserveeinheit mit den erbeuteten Waffen auszurüsten.
Im Jom-Kippur-Krieg verfügte die ägyptische Armee über ausreichend moderne Flugabwehrsysteme, so dass die ZPU-1 hauptsächlich zum Schutz von Gefechtsständen und nur noch vereinzelt in der Truppe eingesetzt wurde.

#### Afghanistan
Eine unbekannte Anzahl von ZU-1 wurde der Armee der Demokratischen Republik Afghanistan zwischen 1979 und 1988 von sowjetischen Truppen überlassen, von denen ein großer Teil in die Hände verschiedener afghanischer Gruppierungen fiel. Diese setzten die Waffe vorwiegend gegen Bodenziele ein, eine Batterie von fünf ZPU-1 wurde jedoch zur Luftverteidigung der Basis in Zawhar Kili eingesetzt. Die Waffe war bei den Afghanen beliebt, da sie in Teillasten zerlegt und so von zivilen Fahrzeugen und Lasttieren transportiert werden konnten. Gegen Kampfhubschrauber Mi-24 war sie nur begrenzt wirksam, daher wurden mit ihr vorrangig ungepanzerte Luftfahrzeuge wie die Mi-8 oder Bodenziele bekämpft.
Nach dem Zerfall des afghanischen Staates fielen die Waffen in die Hände der verschiedenen Warlords. Die Versorgung mit Munition und Ersatzteilen aus chinesischer Produktion wurde durch pakistanische Geheimdienstkreise sichergestellt.
Nach Beginn der amerikanischen Invasion 2001 erwies sich die Waffe im Kampf gegen moderne Luftfahrzeuge und Abstandswaffen als wirkungslos. Ein Teil der Waffen wurde zerstört, ein großer Teil befindet sich jedoch noch immer in der Hand der Taliban.

#### Afrika
Waffen aus ehemals sowjetischen oder kubanischen Beständen gelangten in relativ großer Anzahl in die Hand der SWAPO und anderer Organisationen und wurden in großer Zahl in den militärischen Auseinandersetzungen in Südwestafrika während der 1970er und 1980er Jahre eingesetzt. Da als Flugabwehrmittel in der Wirksamkeit stark limitiert, setzte man die Waffe vorrangig gegen Bodenziele ein.

#### Golfkriege
Der Irak setzte die Waffe noch 1980 bis 1988 im Krieg gegen den Iran zusammen mit der ZPU-2 und der ZPU-4 ein. Nach irakischen Angaben konnten mit der Waffe mehrere iranische Hubschrauber abgeschossen werden. Besonders in der Endphase des Krieges wurde eine Anzahl ZPU-1 von iranischen Truppen erbeutet, die die Waffe weiterverwendeten. Die irakischen Verluste wurden mit der Lieferung gebrauchter Waffen aus dem Jemen und Ägypten ausgeglichen.
Sowohl im Zweiten als auch im Dritten Golfkrieg erwies sich die ZPU-1 als Flugabwehrwaffe als praktisch wirkungslos.

#### Libyscher Bürgerkrieg
Im Bürgerkrieg in Libyen von 2011 wurden ZPU-Flakwaffen in verschiedenen Ausführungen von beiden Seiten eingesetzt. Sie waren unter Muammar al-Gaddafi im ganzen Land zur Luftabwehr stationiert worden und gelangten durch übergelaufene Armeeeinheiten in großer Stückzahl in die Bestände der Rebellen. Nach Einrichtung der Flugverbotszone auf Basis der Resolution 1973 des UN-Sicherheitsrates ab 18. März 2011 wurden sie in ihrer ursprünglichen Anwendung weitgehend überflüssig.
ZPU Kanonen wurden danach auf Pickup-Fahrzeugen montiert (Technicals) zu einer der wesentlichen Waffen der Aufständischen, die mit hoher Beweglichkeit und Präzision auf Entfernungen bis 5 km wirksam eingesetzt wurden, insbesondere in der Kampagne in den Nafusa-Bergen, die den Weg in die Hauptstadt Tripolis ebnete.